# وارن أنطوان كارتير
وارن أنطوان كارتير (بالإنجليزية: Warren Antoine Cartier)‏ هو شخصية أعمال أمريكي، ولد في 12 يناير 1866 في مانيستي في الولايات المتحدة، وتوفي في 7 نوفمبر 1934.